# Messatoporus transversostriatus
Messatoporus transversostriatus är en stekelart som först beskrevs av Maximilian Spinola 1851.  Messatoporus transversostriatus ingår i släktet Messatoporus och familjen brokparasitsteklar. Inga underarter finns listade i Catalogue of Life.